# Боян Коцев
Боян Коцев е български колоездач.

## Биография
Роден е на 24 април 1930 година в село Враждебна, днес квартал на София. По време на кариерата си, Коцев се състезава за България на Летни олимпийски игри 1952 и на Летни олимпийски игри 1960. Той е трикратен победител в Обиколката на България (1958, 1959 и 1960 г.). Капитан е на българския национален отбор по колоездене от 1952 до 1960 г. Впоследствие става председател на Българския колоездачен съюз и негов почетен президент. Почетен гражданин на София от 1955 г. и на Тетевен от 2008 г. Почива на 23 юни 2013 г. в София.